# Foglia (Magliano Sabina)
Foglia è una frazione del comune italiano di Magliano Sabina, nella provincia di Rieti, nel Lazio.

## Geografia fisica
Foglia si trova su un pianoro tufaceo nella valle del Tevere, tra la foce del torrente Campana a nord e del torrente Aia a sud, quasi frontalmente alla foce del Treja nel Tevere.

## Storia

### Epoca arcaica
All'interno dell'abitato di Foglia, dopo i lavori dell'Autostrada del Sole, al di sopra di quanto rimasto di una necropoli rupestre ricavata nella parete tufacea sulla quale sorge l'abitato stesso, prossimo ad un antichissimo guado del Tevere in comunicazione con Poggio Sommavilla, il Treja e Falerii Veteres, è stata rinvenuta l'iscrizione in alfabeto falisco di Foglia a dictus sinistroso. Si trova su una lastra di arenaria locale. Tutte le lettere hanno altezza di 3,5 cm, tranne il sigma di 4 cm e il segno V di 3 cm.

### Epoca Medioevale
Nel Medioevo il borgo di Foglia fu infeudato dalla famiglia nobile degli Orsini. Si ha menzione di un matrimonio combinato, nepotismo tra signorie e baronati, nel Basso Medioevo il 15 giugno 1478, nel Palazzo Orsini di Foglia s’incontrarono Pierfrancesco Orsini e Andrea d’Alviano, procuratore del fratello Bartolomeo, per concludere gli “sponsalia et pacta et conventiones sponsalium”. Il primo promise di dare in sposa a Bartolomeo la nipote Orsina, dotandola, come precedentemente stabilito, di 4000 fiorini e di 1000 per l’acconcio.

### Epoca contemporanea
Nel 1817 Foglia era un comune autonomo; fu poi appodiato dal 1827 al 1853 al comune di Collevecchio e poi, dal 1853, al comune di Magliano Sabina, di cui è tuttora una frazione.

## Monumenti e luoghi d'interesse
- Chiesa di Santa Serena, o Santa Maria Assunta, ritenuta dalla tradizione locale il luogo di ritiro di santa Serena, moglie dell'imperatore romano Diocleziano; è stata ricostruita nel 1579. All'interno sono conservati una tela della Madonna del Rosario di Sebastiano Conca e il sepolcro di sant'Isterio, donato da Giacomo Gregorio De Rossi.[9][10]
- Necropoli arcaica di Foglia

Fa parte del circuito I borghi più belli d'Italia.

## Galleria d'immagini

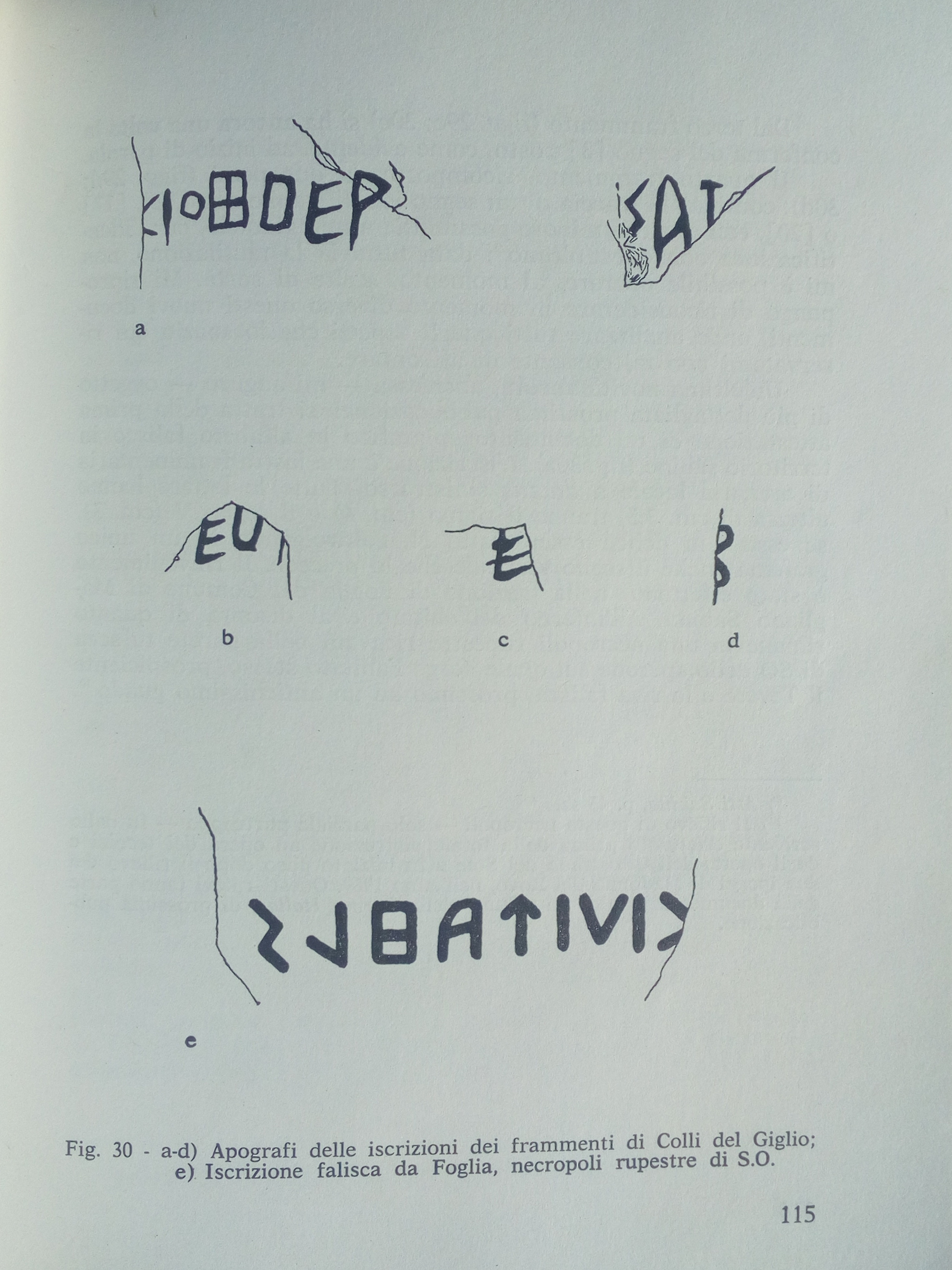
Iscrizione in Lingua Falisca, necropoli rupestre di Foglia
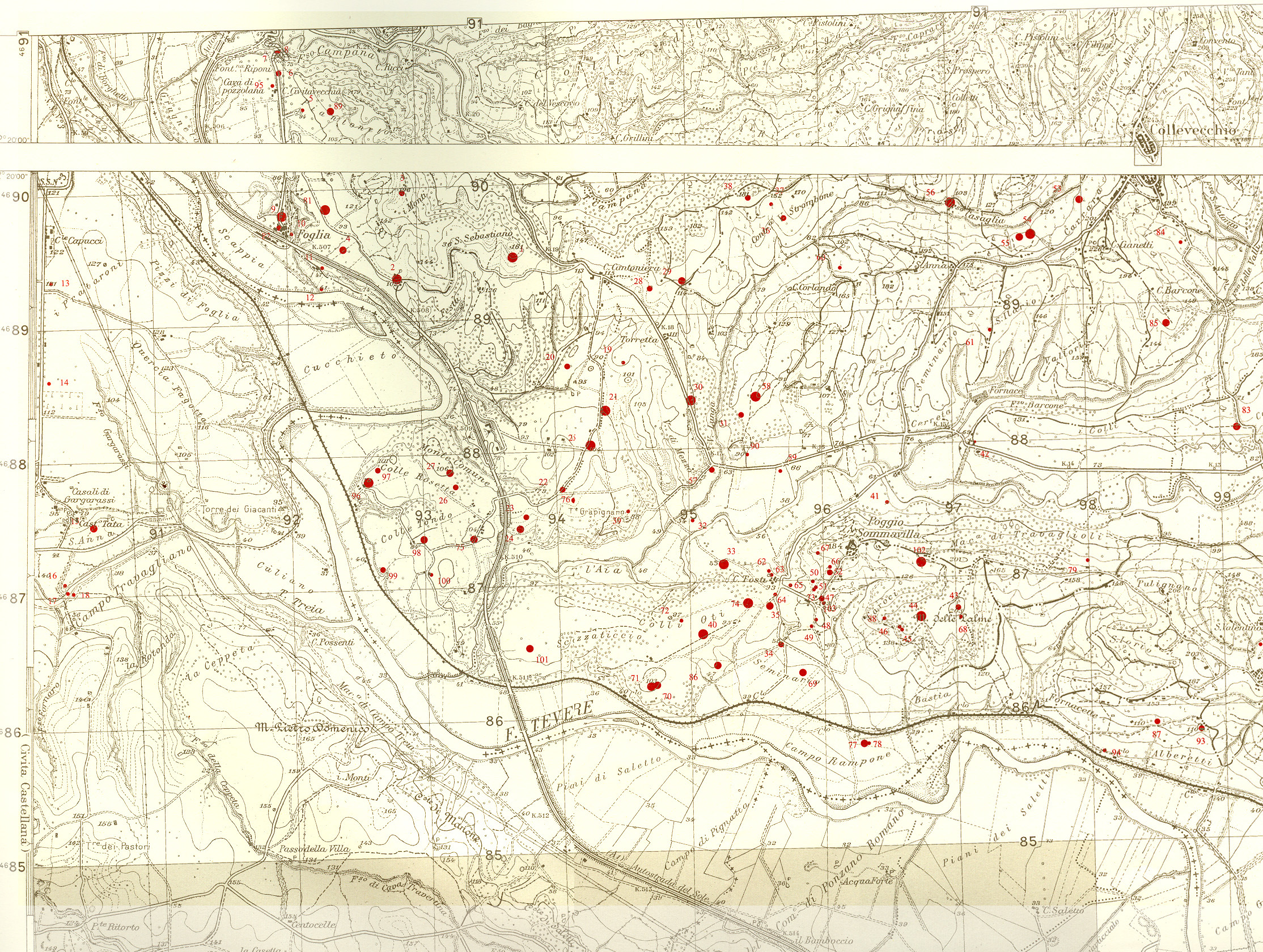
Flaminia Verga, Carta archeologica, Firenze 2006